# Mucuna samarensis
Mucuna samarensis är en ärtväxtart som beskrevs av Elmer Drew Merrill. Mucuna samarensis ingår i släktet Mucuna och familjen ärtväxter. Inga underarter finns listade i Catalogue of Life.